# Municipio de Wheatland (condado de Barton)
El municipio de Wheatland (en inglés: Wheatland Township) es un municipio ubicado en el condado de Barton en el estado estadounidense de Kansas. En el año 2010 tenía una población de 53 habitantes y una densidad poblacional de 0,57 personas por km².

## Geografía
El municipio de Wheatland se encuentra ubicado en las coordenadas 38°39′21″N 98°51′49″O / 38.65583, -98.86361. Según la Oficina del Censo de los Estados Unidos, el municipio tiene una superficie total de 93.65 km², de la cual 93,52 km² corresponden a tierra firme y (0,14 %) 0,13 km² es agua.

## Demografía
Según el censo de 2010, había 53 personas residiendo en el municipio de Wheatland. La densidad de población era de 0,57 hab./km². De los 53 habitantes, el municipio de Wheatland estaba compuesto por el 100 % blancos. Del total de la población el 0 % eran hispanos o latinos de cualquier raza.